# Frank Raki
Frank Raki (* 17. März 1967 in Oldenburg) ist ein deutscher Drehbuchautor, Dramaturg und Schreibcoach.

## Leben und Werk
Frank Raki studierte Neue deutsche Literatur und Theaterwissenschaft an der Ludwig-Maximilians-Universität München.  Er absolvierte verschiedene Drehbuchseminare und war in über vierhundert Filmprojekten als Lektor, Drehbuchberater und Script Doctor tätig, wobei er sich vor allem auf Genrestoffe und Adaptionsberatung spezialisiert hat.
Zu seinen Werken als Autor gehört der Eventfilm Das Inferno – Flammen über Berlin und das Transmedia-Konzept Vier Affen, das 2016 mit dem Transmedia Preis des Fritz-Gerlich-Filmpreises ausgezeichnet wurde. Unter anderem Namen hat Frank Raki zudem einen fantastischen Liebesroman veröffentlicht.
Raki leitet alternierend die Autorenwerkstatt STOFF.lab der Münchner Filmwerkstatt und unterrichtet an der Hochschule für angewandte Wissenschaften München als Lehrbeauftragter für künstlerische, visuelle, mediale und kreative Kompetenz.
Er ist Mitglied im Phantastik-Autoren-Netzwerk und im Verband der Film- und Fernsehdramaturgen. Er lebt in München.

## Preise und Nominierungen
2016: Fritz-Gerlich-Filmpreis, 2. Platz Transmedia-Preis zum Thema Inklusion für Vier Affen

## Filmografie (Auswahl)
- 2007: Das Inferno – Flammen über Berlin
- 2008: Die Bienen – Tödliche Bedrohung